# John A. Dahlgren
Pour les articles homonymes, voir Dahlgren.
John Adolphus Bernard Dahlgren, né le 13 novembre 1809 à Philadelphie et mort le 12 juillet 1870 à Washington, est un officier d'artillerie de la marine des États-Unis, .
Il est à l'origine de nombreuses avancées en artillerie, à l'exemple du canon Dahlgren, un canon à chargement par la bouche en fonte, doté d'une portée et d'une précision considérablement accrues.

## Biographie
Dahlgren entre dans la Navy à 16 ans et sert comme midshipman de 1826 à 1834. Promu lieutenant en 1837 puis capitaine en 1862, il prend part à de nombreuses campagnes (Brésil, Méditerranée...) mais se rend surtout célèbre par ses inventions qui ont équipé de nombreux navires, telles que les importants canons en cuivre installés sur le Great-Eastern et des types de fusils. Il est le créateur du canon en forme de bouteille de soda portant son nom usité lors de la Guerre civile américaine. 
En 1862, il participe au blocus de l'Atlantique Sud et à des combats contre Charleston et est nommé chef du Bureau d'ordonnance puis amiral.
Il est l'auteur de nombreux travaux scientifiques sur l'artillerie dont le plus connu reste Memoir of Ulric Dahlgren (1872).
Jules Verne le mentionne au chapitre premier de son roman De la Terre à la Lune ainsi que dans Nord contre Sud (première partie, chapitre III).